# Alan Perlis
Pour les articles homonymes, voir Perlis (homonymie).
Alan Jay Perlis (1er avril 1922 - 7 février 1990) est un informaticien américain et professeur à l'Université Purdue, à l'Université Carnegie-Mellon et à l'Université Yale. Il est surtout connu pour son travail de pionnier dans les langages de programmation et est le premier récipiendaire du prix Turing.

## Biographie
Perlis est né dans une famille juive à Pittsburgh, en Pennsylvanie. Il est diplômé du lycée Taylor Allderdice en 1939. En 1943, il obtient son Bachelor's degree en chimie du Carnegie Institute of Technology (rebaptisé plus tard Université Carnegie-Mellon).
Pendant la Seconde Guerre mondiale, il sert dans l'armée américaine, où il s'intéresse aux mathématiques. Il obtient ensuite une Master's degree (1949) et un doctorat (1950) en mathématiques au Massachusetts Institute of Technology (MIT). Sa thèse de doctorat s'intitule "Sur les équations intégrales, leur solution par itération et continuation analytique".
En 1952, il participe au projet Whirlwind. Il rejoint la faculté de l'Université Purdue et en 1956, part au Carnegie Institute of Technology. Il est titulaire de la chaire de mathématiques puis premier chef du département d'informatique. En 1962, il est élu président de l'Association for Computing Machinery.
Il reçoit le premier prix Turing en 1966, selon la citation, "pour son influence dans le domaine des techniques de programmation avancées et de la construction de compilateurs ". Il s'agit d'une référence au travail qu'il a effectué sur Internal Translator en 1956 (décrit par Donald Knuth comme le premier compilateur à succès), et en tant que membre de l'équipe qui a développé le langage de programmation ALGOL.
En 1971, Perlis part à l'Université Yale pour prendre la chaire d'informatique et occuper la chaire Eugene Higgins. En 1977, il est élu à l'Académie nationale d'ingénierie des États-Unis.
En 1982, il écrit un article, " Epigrams on Programming ", pour le journal SIGPLAN de l'Association for Computing Machinery (ACM), décrivant en une seule phrase plusieurs des choses qu'il a apprises sur la programmation au cours de sa carrière. Les épigrammes sont largement cités. Il reste à Yale jusqu'à sa mort en 1990.

## Ouvrages
Publications, une sélection :
- 1957. TInternal Translator (IT): A Compiler for the 650. . Avec JW Smith et HR Van Zoeren.
- A. J. Perlis and C. Thornton (Apr 1960). "Symbol manipulation by threaded lists". Communications de l'ACM. 3 (4): 195–204.
- 1965. An introductory course in computer programming. avec Robert T. Braden.
- 1970. A view of programming languages avec Bernard Galler
- 1975. Introduction to computer science
- 1977. In Praise of APL: A Language for Lyrical Programming
- 1978. Almost Perfect Artifacts Improve only in Small Ways: APL is more French than English
- 1981. Software Metrics: An Analysis and Evaluation. avec Frederick Sayward et Mary Shaw
- 1986. FAC: A Functional APL Language avec Tu Hai-Chen.

À propos d'Alan Perlis
- Denning, « Alan J. Perlis—1922–1990: a founding father of computer science as a separate discipline », Communications of the ACM, vol. 33, no 5,‎ mai 1990, p. 604–605 (DOI 10.1145/78607.214943, S2CID 22132301, lire en ligne)
- Thomas Cheatham, History of Programming Languages, New York, NY, ACM Press, 1978 (ISBN 978-0127450407, DOI 10.1145/800025.1198357), « ALGOL session », 171